# François Amédée Doppet
 (août 2021).
Si vous disposez d'ouvrages ou d'articles de référence ou si vous connaissez des sites web de qualité traitant du thème abordé ici, merci de compléter l'article en donnant les références utiles à sa vérifiabilité et en les liant à la section « Notes et références ».
François Amédée Doppet, né le 16 mars 1753 à Chambéry, Savoie, mort le 26 avril 1799 à Aix-les-Bains, Savoie est un médecin, un écrivain et un militaire français du XVIIIe siècle, qui fut général pendant la période de la Révolution, et mena une brève carrière politique sous le Directoire.

## Biographie

### Jeunesse
François Amédée Doppet est le fils d'un fabricant de cire de Chambéry et naquit dans cette ville en 1753. Encore fort jeune, en 1771, il s'enrôle dans un régiment de cavalerie, d'où il passe dans les Gardes-françaises. Il sert trois ans dans l'armée, avant d'entreprendre des études de médecine à Turin, au terme desquelles il est reçu docteur en médecine. De retour à Chambéry, il intrigue pour entrer dans les bonnes grâces de la Cour de Savoie. N'étant pas parvenu à ses fins, il décide de voyager, parcourt la Suisse et arrive à Paris.

### Écrivain
C'est à cette époque qu'il se met à écrire et commence à publier des poèmes, des romans ou des livres de médecine qui n'ont pas de succès. En 1786, Doppet, se posant en défenseur de l'honneur posthume de Mme de Warens, mise en cause par Jean-Jacques Rousseau qui ne pardonna jamais à celle qu'il aimait d'accorder également ses bonnes grâces à Claude Anet, publie un volume des Mémoires de Madame de Warens, suivis de ceux de Claude Anet. Cet ouvrage apocryphe qu'il a écrit en réalité pour réhabiliter la mémoire de la baronne de Warens (1699-1762), la célèbre amante du philosophe, dont la vie intime avait été largement étalée dans les Confessions publiées quatre ans auparavant, contient notamment une longue préface dans laquelle Rousseau est sévèrement dépeint.
En 1788, François Amédée, sous couvert de son statut de médecin, publie un ouvrage libertin intitulé « Aphrodisiaque externe ou Traité du fouet et de ses effets sur le physique de l'amour », qu'il qualifie d'ouvrage médico-philosophique, suivi d’une dissertation sur tous les moyens capables d’exciter aux plaisirs de l’amour, dans lequel il est question :
- Du fouet et de ses effets sur le physique de l’amour ;
- Des causes par lesquelles les flagellations excitent à l’amour ;
- De quelques erreurs qu’il serait utile de détruire principalement dans les couvents ;
- De la nécessité de changer les peines qu’on inflige à l’enfance et à la jeunesse ;

et qui contient un catalogue des substances aphrodisiaques. Au début du livre, il lance cet appel aux lecteurs :
« Lecteurs honnêtes et délicats ! vous, dont les oreilles ne se permirent jamais d’entendre aucun mot libre ni aucune phrase licencieuse, ayez le courage de m’écouter ! je parle pour vous instruire, et non pour vous corrompre ».

### Partisan de la Révolution française et général
Lors qu’éclatent les premiers troubles de la Révolution, François Amédée Doppet s'établit à Grenoble où il s'enrôle dans la Garde nationale et devient le propagateur des idées révolutionnaires, notamment au sein de la Société des amis de la Constitution de la ville, à laquelle il adhère dès sa création. « Il s'y fit remarquer par des discours écrits quelquefois avec chaleur, mais toujours dans un style plein de mauvais goût », nous apprend la notice biographique du Dictionnaire des sciences médicales de Charles-Louis-Fleury Panckoucke le concernant, rédigée dans la première moitié du XIXe siècle. Il devient le secrétaire de Jean-Baptiste Annibal Aubert du Bayet (1757-1797), qui est élu en septembre 1791 député de l'Isère à l'Assemblée législative et l'emmène à Paris. Doppet adhère très rapidement au Club des Jacobins et devient également membre du Club des Cordeliers. Il suit les assemblées populaires et collabore aux Annales patriotiques de  Louis-Sébastien Mercier et Jean-Louis Carra. Il prend part à la prise des Tuileries, lors de la Journée du 10 août 1792.
L'Assemblée législative le nomme lieutenant-colonel de la légion des Allobroges, qui lui devait sa formation, constituée avec des volontaires originaires des régions alpines et qui a son dépôt à Grenoble. Après l'invasion de la Savoie  à laquelle il prend part en septembre 1792, la ville de Chambéry l'élit à l'assemblée nationale de la province, dont il provoque la réunion à la France, de sorte qu'il est désigné, avec trois autres de ses collègues, pour venir négocier cette affaire auprès de la Convention. Le 19 août 1793, François Amédée Doppet est promu général de brigade et sert dans l'armée de Carteaux. Le 11 septembre 1793, promu général de division, il prend le commandement de l'armée des Alpes, où il remplace le général Kellermann, nommé également général de division. Il dirige le siège de Lyon et s'empare de la ville révoltée le 9 octobre 1793, faisant tous ses efforts pour empêcher le pillage et le massacre des habitants, en vain.

### Du siège de Toulon à la retraite
Il est ensuite chargé du commandement de l'armée qui doit reprendre Toulon aux Britanniques. Il commence le siège de cette place, mais ne tarde pas à passer à l'Armée des Pyrénées orientales en remplacement du général Kellerman où il remporte certains succès, mettant à contribution le jeune Lannes, alors capitaine, mal remis d’une blessure, qui va prendre Villelongue aux Espagnols et être promu chef de brigade. Une maladie grave arrête le cours de ses succès contre les Espagnols.
Dès qu'il a recouvré la santé, il prend la tête des troupes cantonnées dans les deux Cerdagne, entre en Catalogne et obtient encore quelques succès. Malgré ces faits d’armes, ses échecs militaires lui valent de perdre son commandement en février 1795. Forcé de renoncer à son poste après la chute de Robespierre, il reste sans emploi jusqu’en 1796, époque à laquelle il obtient brièvement le commandement de Metz qu'il ne conserve pas longtemps. Après le Coup d'État du 18 fructidor an V (4 septembre 1797), François Amédée Doppet est élu député au Conseil des Cinq-Cents par le département du Mont-Blanc, mais son élection est annulée par la Loi du 22 floréal an VI.
Il se retire alors à Aix-les-Bains, où il profite  de ses loisirs pour écrire ses mémoires, dans lesquelles il a une fâcheuse tendance à tout s’attribuer et à omettre le rôle des autres. Napoléon, qui l’avait connu au siège de Toulon, le jugeait sévèrement : « Il était méchant et ennemi déclaré de tout ce qui avait du talent »,.
Ses mémoires sont publiés en 1824.

## Œuvres
- Traité théorique et pratique du magnétisme animal Turin, J.M. Briolo, 1784.
- La Mesmériade, ou Le triomphe du magnétisme animal, poème en trois chants, dédié a la lune, publié à Genève, et se trouve à Paris, Chez Couturier, 1784.
- Oraison funebre du célebre Mesmer, auteur du Magnétisme animal, & Président de la Loge de l'harmonie, par D*****. Grenoble, 1785.
- « Le médecin philosophe », Genève, 1786.
- Louise Eléonore de la Tour, baronne de Warens, François-Amédée Doppet : « Mémoires de Madame de Warens, suivis de ceux de Claude Anet », publiés par un C.D.M.D.P. Pour servir d'apologie aux Confessions de J.J. Rousseau. Chambéry, 1786.
- Le Médecin de l’amour, Paris, Leroy, 1787, « ouvrage médico-romanesque »
- Traité du fouet et de ses effets sur le physique de l'amour, ou Aphrodisiaque externe, ouvrage médico-philosophique, suivi d'une dissertation sur tous les moyens capables d'exciter aux plaisirs de l'amour, par D*****, 1788. Rééditions : en 1970, éditions Ducros, Bordeaux ; novembre 2004, éditions « À Rebours »,  (ISBN 2-915114-08-0) ; 2011, éditions Payot-Rivages, Paris ; février 2013, avec une préface et des illustrations de Jean-Claude Pertuzé, éditions Ed, Toulouse.
- Mémoires politiques et militaires du général Doppet, avec des notes et des éclaircissements historiques, éditions Baudouin Frères, Paris, 1824 (à titre posthume).

## Citations
« Voici comment se passait cette scène qui, me dit-on, se jouait deux fois par semaine. La principale actrice était une brune assez jolie qui n'était vêtue qu'en partie, c'est-à-dire qu'elle montrait la gorge, les cuisses et les fesses. Les autres rôles étaient remplis par quatre vieillards à grande perruque, dont le costume, l'attitude et les grimaces m'obligeaient à chaque instant à me mordre les lèvres pour ne pas partir d'un éclat de rire. Ces libertins surranés jouaient, comme font quelquefois les enfants entre eux, au jeu du maître d'école. La fille, sa poignée de verges à la main, leur administrait tour à tour, la petite correction ; le plus châtié était celui qui avait l'organisation la plus tardive. Les patients baisaient les fesses de la maîtresse, pendant que son beau bras se fatiguait sur leur cuir impudique ; et la comédie ne finissait que lorsqu'on était las de fatiguer la nature la plus appauvrie ».
(François Amédée Doppet, « Aphrodisiaque externe ou Traité du fouet et de ses effets sur le physique et l'amour », 1788).